# 尼康D300
尼康 D300 是一款 1230萬畫素的專業級  Nikon DX 格式 数码单镜反光相机 (dSLR) ，与尼康全画幅相机D3一同发布于2007年8月23日。它在當時被尼康定位于DX格式最顶尖的相机。它很类似于尼康 D3，最大的区别在于感光元件尺寸的不同，D3为全片幅。但与D3相比D300更实用，兼有高分辨率和高速的优势（连拍速度为6张每秒，而当附加MB-D10电池模块时能够达到8张每秒）。

## 历史
尼康 D300 发布于2007年8月23日。 初步试用报告来自于杂志和户外摄影师， Shutterbug 杂志,  以及英国的杂志, "What Digital Camera".   Imaging resource, 一家摄影网站同样也发布了它的初步试用报告
一份全面的D300使用报告发布于DCR网站 和Camera Labs网站上。
同时来自加拿大的Digital Review Canada将其与早先的D200做了比较 by  摄影师 Ken Rockwell在他的个人网站上也做了同样的比较。

## '入选当年最佳相机'
流行摄影杂志赋予尼康 D300 2007年最佳相机称号。 此杂志同样也发布了有关于D300的评测，同时注明"Nikon Capture NX"随机附送。

## 附件及软件升级

### MB-D10 手柄兼电池匣
MB-D10手柄兼电池匣作为一个可选的电池盒附件同时提供了竖拍支援，竖拍位置附设快门按钮、主功能转盘、辅功能转盘以及AF对焦钮。
通过MB-D10，D300能够使用额外的EN-EL3e锂电池或是AA型电池，若要使用使用EN-EL4a/El4锂电池，还须另购BL-3电池仓盖。相机能够设定优先使用机身的EN-EL3e锂电池或是 MB-D10手柄，这样仅当主电池耗尽时使用另一块电池。
当D300附加内置AA电池或是EN-EL4/EL4a锂电池MB-D10手柄时，连拍速度能够提升到8张/秒，否则相机的连拍速度限制在6张/秒。

### 'D2X 模式' 以及固件升级
2008年1月15日, 尼康为D300额外添加了三种相片控制模式，能够让其模拟D2X/D2XS的色彩模式I, II 以及 III。
2008年2月14日，尼康释出了一个固件升级，解决了部分D300在超过8秒的曝光时间后，画面会出现不正常的垂直条纹的问题。

## 注记
1. ↑  . Nikon.   [2008-03-23]. （原始内容存档于2008-03-09）.
2. ↑  . Nikon.   [2008-03-23]. （原始内容存档于2007-12-30）.
3. ↑  .   [2007-12-16]. （原始内容存档于2007-12-13）.
4. ↑  . Outdoor Photographer. November 2007  [2007-12-17]. （原始内容存档于2008-01-27）.
5. ↑  . Shutterbug Magazine. August 27, 2007  [2007-12-17]. （原始内容存档于2007年12月20日）.
6. ↑  . What Digital Camera. 2007-08-24  [2007-12-17].[永久]
7. ↑  . Imaging Resource. Posted: 08/23/07 Update: 11/20/07  [2007-12-17]. （原始内容存档于2007-12-15）.
8. ↑  . Digital Camera Resource.   [2007-12-17]. （原始内容存档于2007-12-16）.
9. ↑  . Camera Labs. December 2007  [2007-12-17]. （原始内容存档于2008-01-06）.
10. ↑  . Digital Review. CA (Canada). August 23, 2007  [2007-12-17]. （原始内容存档于2007-10-29）.
11. ↑  . Ken Rockwell.   [2007-12-17]. （原始内容存档于2007-12-15）.
12. ↑  . Popular Photography Magazine. December 2007  [2007-12-17]. （原始内容存档于2007-12-16）.
13. ↑  . Popular Photography. December 2007  [2008-01-03]. （原始内容存档于2008-01-01）.
14. ↑  . 2007-11-27  [2007-12-17]. （原始内容存档于2007-12-19）.
15. ↑  . Digital Photography Review. Thursday, February 14,  2008 11:05 GMT  [2008-03-13]. （原始内容存档于2008-03-08）.